# Stichting Zijpermolens
Stichting Zijpermolens is een Nederlandse molenstichting, die is opgericht ter behoud van de overgebleven poldermolens in de Zijpe- en Hazepolder. De stichting beheert momenteel 9 van de 10 overgebleven Zijpermolens, alleen de L-Q wordt beheerd door het Hoogheemraadschap Hollands Noorderkwartier.
De jaarlijkse molendag vindt meestal plaats in oktober.